# وانیا مارینکوویچ
وانیا مارینکوویچ (صربی: Вања Маринковић؛ زادهٔ ۹ ژانویهٔ ۱۹۹۷) بازیکن بسکتبال اهل صربستان است.
از باشگاه‌هایی که در آن بازی کرده است می‌توان به باشگاه بسکتبال ساسکی باسکونیا، باشگاه بسکتبال پارتیزان، و باشگاه بسکتبال والنسیا اشاره کرد.
وی در مسابقات کشوری و بین‌المللی در مجموع برندهٔ ۳ مدال نقره، ۲ مدال برنز شده است.